# Brachythecium ornellanum
Brachythecium ornellanum là một loài rêu trong họ Brachytheciaceae. Loài này được Molendo Venturi & Bott. mô tả khoa học đầu tiên năm 1884.